# Élections municipales ouzbèkes de 2019-2020
Les élections municipales ouzbèkes de 2019 ont lieu le 22 décembre 2019 en Ouzbékistan.